# 884

## Nașteri
- dată necunoscută: Burchard al II-lea de Suabia  (d. 926)

## Decese
- dată necunoscută: Al-Mahani, matematician și astronom persan din Mahan, Persia (n. 820)
- 6 decembrie: Carloman al II-lea, rege al francilor între 879 și 884 (n. 866)